# Adolf Machalski
Adolf Machalski (ur. 3 października 1909 w Częstochowie, zm. 1 stycznia 1998) – polski kowal, hutnik i działacz socjalistyczny, poseł na Sejm PRL IV kadencji.

## Życiorys
Uzyskał wykształcenie podstawowe, należał do Czerwonego Harcerstwa Towarzystwa Uniwersytetu Robotniczego. Po zakończeniu nauki rozpoczął pracę w fabryce, od 1937 pracował w Hucie Częstochowa. W hucie zatrudniany był na stanowiskach pomocy kowalskiej, kowala, milicjanta oraz przodownika kowali. Wstąpił do Polskiej Zjednoczonej Partii Robotniczej. W 1965 uzyskał mandat posła na Sejm PRL IV kadencji w okręgu Częstochowa, w trakcie kadencji zasiadał w Komisji Rolnictwa i Przemysłu Spożywczego.
Odznaczony Brązowym (1952), Srebrnym i Złotym Krzyżem Zasługi, Złotą Odznaką „Zasłużony w Rozwoju Województwa Katowickiego” oraz Odznaką Przodownika Pracy.
Pochowany wraz z żoną Leokadią (zm. 1995) na Cmentarzu Rakowskim w Częstochowie.